# Éponge contraceptive

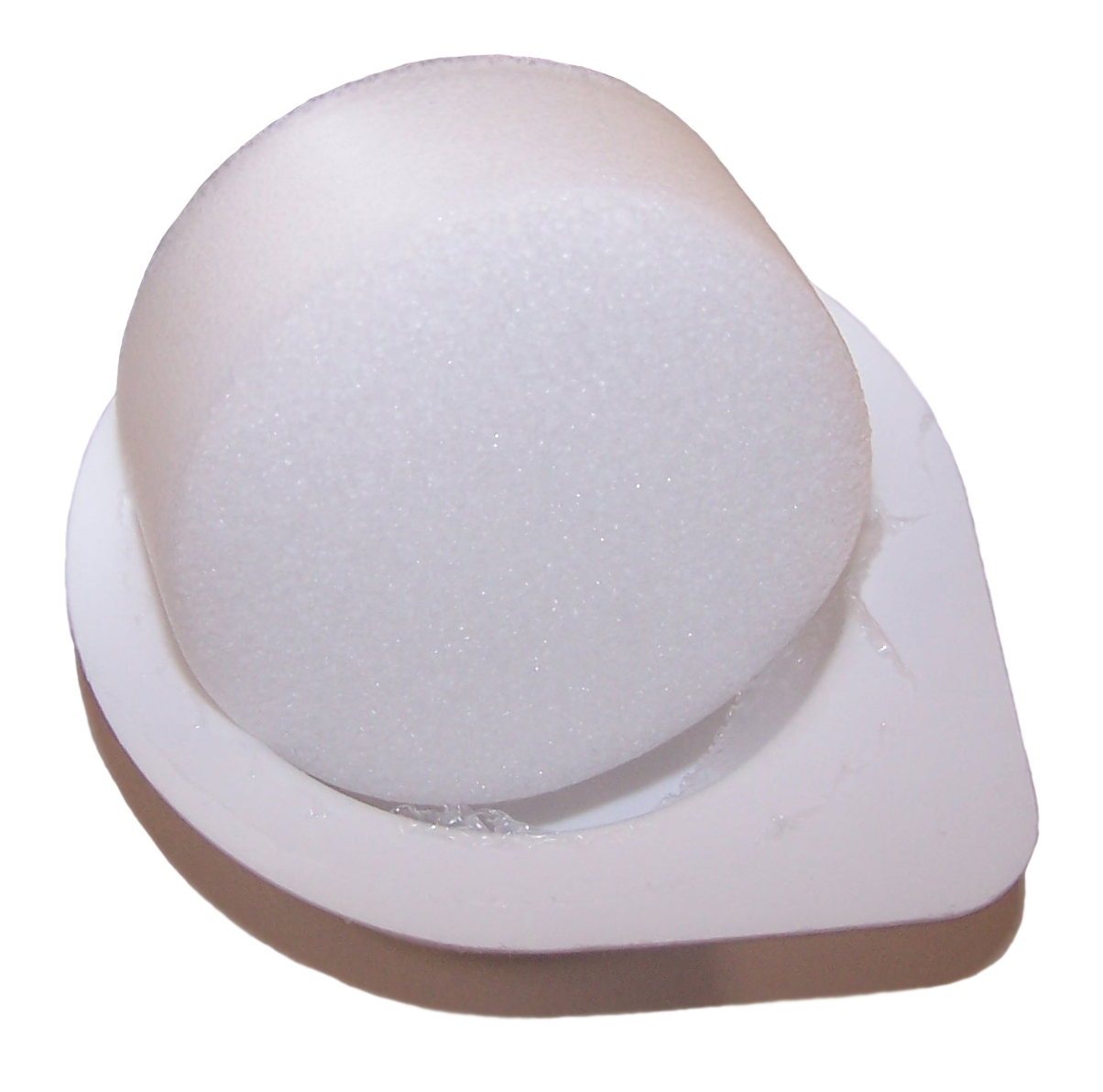
Une éponge contraceptive spermicide.

L'éponge contraceptive est une méthode dite « barrière » de contraception, de nos jours souvent utilisée en association avec un spermicide. Insérée dans le vagin avant un rapport sexuel, elle est placée contre le col de l'utérus afin de le recouvrir et d'absorber le sperme pour empêcher son entrée dans l'utérus. Cette méthode contraceptive ne protège pas des infections sexuellement transmissibles.
L'éponge contraceptive ne doit pas être confondue avec l'éponge menstruelle, également vaginale mais non contraceptive et destinée à absorber le sang produit lors des menstruations.

## Histoire

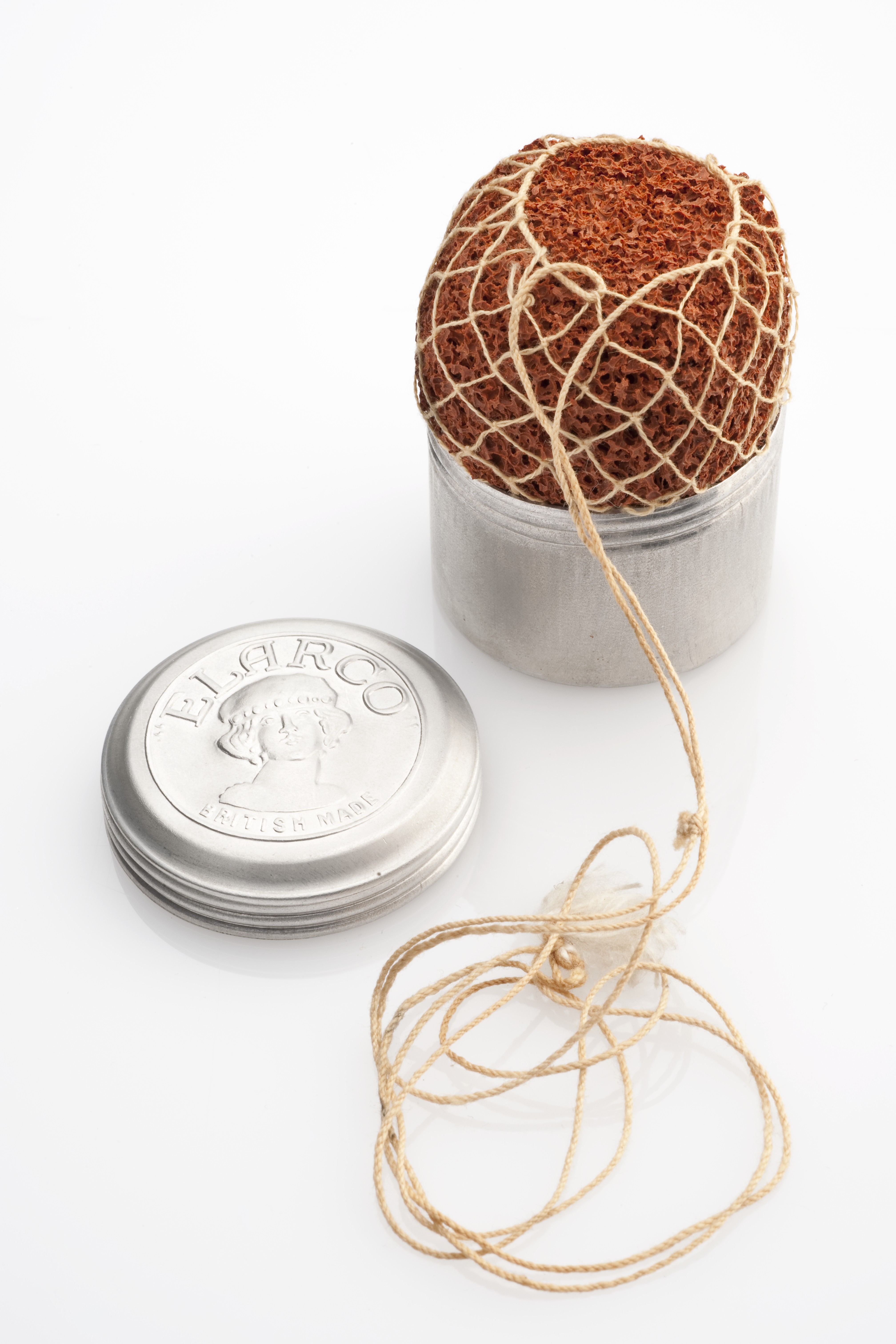
Éponge contraceptive du début du XX.

Les Araméennes hébraïques utilisaient, sur le conseil du rabbin (IIe siècle apr. J.-C.), le moukh, une éponge placée dans le vagin qui empêchait le sperme d'atteindre l'utérus. Des éponges de mer étaient employées à cet effet.
L'éponge contraceptive était une méthode courante de limitation des naissances au XIXe siècle et au début du XXe siècle. Formée d'une éponge naturelle ou plus tard de caoutchouc, elle était munie d'un filet rattachée à une ficelle afin de faciliter son retrait, et imbibée de substances prétendument spermicides, comme de la quinine, de l'huile d'olive, du vinaigre voire d'acide borique. En 1938 dans son ouvrage Practical Birth-Control Methods, Norman Himes indique comment concevoir une éponge et recommande de ne pas utiliser de savon, qui peut piquer, ou de détergent pour son entretien, mais plutôt d'employer de la vaseline ou une poudre spéciale, parfois de la baigner dans une solution désinfectante ou dans de l'eau et du savon. Les éponges pouvaient également être mises à bouillir, au risque de les rendre plus dures et de les rétrécir en cas d'éponges naturelles.

## Description et usage
Une éponge contraceptive moderne est composée d'une mousse polyuréthane, ayant une face concave qui s'applique contre le col de l'utérus et sur l'autre face une boucle en nylon pour en faciliter le retrait. Elle est à usage unique. Elle absorbe le sperme. Lorsqu'elle est associée à un spermicide, les spermatozoïdes sont détruits,. Cette méthode contraceptive ne protège pas des infections sexuellement transmissibles,.
L'éponge doit être insérée au moins quinze minutes avant un rapport et reste efficace au maximum 24 heures, même en cas de rapports multiples. Elle doit être laissée en place au moins six heures après le dernier rapport, sans être portée plus de trente heures d'affilée,,.

## Efficacité
L'efficacité de l'éponge contraceptive est plus élevée chez les femmes n'ayant jamais accouché. L'indice de Pearl, indiquant le nombre de grossesses survenues après un an d'utilisation, de l'éponge contraceptive associée à un spermicide est de 9 % chez les femmes nullipares et de 20 % chez les femmes primipares ou multipares. En usage normal, l'indice de Pearl est de 12 % chez les femmes sans enfant et de 24 % chez les femmes multipares.

## Avantages et inconvénients
Ce dispositif n'est généralement pas soumis à une prescription médicale, et ne nécessite pas d'être ajusté par une professionnel de santé. Il présente l'avantage d'être facilement transportable et de ne normalement pas être perçu par le partenaire lors d'un rapport. Il n'emploie pas d'hormone, n'influe donc pas sur le cycle menstruel, et peut également être utilisé durant l'allaitement. 
Cette méthode nécessite d'être à l'aise avec la manipulation que cela implique pour introduire correctement l'éponge au fond du vagin et de ne pas avoir de problèmes physiques susceptibles d'empêcher la mise en place de l'éponge (vaginisme, vestibulodynie…). Elle peut parfois causer une irritation vaginale, ou un assèchement vaginal pendant les rapports, ce qui peut nécessiter l'usage d'un lubrifiant. Elle ne peut pas être utilisée lors des menstruations,.
Les personnes qui utilisent des éponges contraceptives ont un risque accru de candidose et d'infection urinaire[réf. nécessaire]. Une utilisation inappropriée, comme le fait de laisser l'éponge en place trop longtemps, peut entraîner un syndrome du choc toxique.

## Contre-indications
L'utilisation d'éponges contraceptives est contre-indiquée aux personnes allergiques aux spermicides utilisés ou à la matière composant l'éponge. De même, son usage est contre-indiqué aux personnes ayant déjà été atteintes d'un syndrome du choc toxique, ayant des infections urinaires, des saignements vaginaux inexpliqués ou ayant subi un accouchement ou un avortement dans les six dernières semaines.